# Championnats de France d'athlétisme 1913
Navigation
Championnats 1912 Championnats 1914

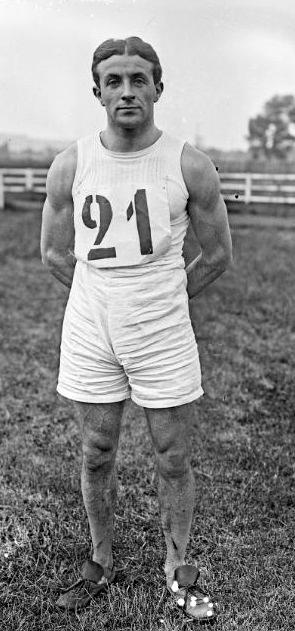
André Campana, champion de France du saut en longueur en 1912, 1913 et 1914 (ici en 1913).

Les Championnats de France d'athlétisme 1913 ont eu lieu le 22 juin 1913 à Colombes. Les épreuves, organisées par l'USFSA, se sont déroulées par beau temps devant cinq à six mille spectateurs et en la présence de Louis Barthou, Président du Conseil et Ministre de l'Instruction Publique.

## Palmarès
| Discipline                 | Athlète                | Performance   |
| -------------------------- | ---------------------- | ------------- |
| 100 m                      | René Mourlon           |               |
| 200 m                      | André Gauthier         | 22 s 8        |
| 400 m                      | Charles Poulenard      | 52 s 4        |
| 800 m                      | René Dantigny          | 2 min 0 s 0   |
| 1 500 m                    | Gustave Lauvaux        | 4 min 4 s 8   |
| 5 000 m                    | Paul Granger           | 15 min 43 s 6 |
| 110 m haies                | Maurice Meunier        | 16 s 0        |
| 400 m haies                | Géo André              | 57 s 0        |
| Saut en hauteur            | André Labat René Labat | 1,75 m        |
| Saut en hauteur sans élan  | Emmanuel Peux          | 1,50 m        |
| Saut à la perche           | Fernand Gonder         | 3,30 m        |
| Saut en longueur           | André Campana          | 6,98 m        |
| Saut en longueur sans élan | Emmanuel Peux          | 3,22 m        |
| Lancer du poids            | André Tison            | 12,72 m       |
| Lancer du disque           | André Tison            | 38,00 m       |
| Lancer du javelot          | Henri Lemasson         | 45,30 m       |